# Sesara
Sesara è un personaggio della mitologia greca. Fu una principessa di Eleusi.

## Genealogia
Le fonti differiscono sulla genealogia di Sesara: Secondo Pausania, era la figlia di Celeo, re di Eleusi, e di Metanira, e sposò un ateniese di nome Crocone.
L'enciclopedia del mondo classico Pauly-Wissowa conferma la discendenza da Celeo, ma riporta che Sesara sposò invece il fratello Trittolemo e divenne con lui madre di Crocone, successore di Trittolemo come re di Eleusi.